# Теаген из Мегаре
Теаген из Мегаре (грч. Θεαγένης ο Μεγαρεύς) био је тиранин града Мегаре од око 640. п. н. е. до око 600. п. н. е. и један је од првих грчких тирана. Доласком на власт сломио је моћ аристократије. Помагао је свом зету Килону 632. п. н. е. да покуша да успостави тираниду у Атини.

## Долазак на власт
Поредили су га са Писистратом, који је попут Теагена најпре добио телохранитеље, па се захваљујући њима домогао власти. То поређење даје увид у начин како се Теаген домогао власти у Мегари. Мегара је дотада била олигархија стешњена између просперитетнога Коринта и Атине. Најбољу земљу је држала дорска аристокрација, па народ није имао довољно хране и морао је да оснива колоније. Мегара је основала Халкедон и Византион. Теаген се у таквој ситуацији појавио као заштитник сиромашних сељака, којима су богати својом стоком угрожавали преосталу земљу.

## Успостава тираниде
Када је успоставио контролу у Мегари Теаген је поклао богатима стада, која су пасла поред реке. После тога уз народну подршку завео је тираниду. Народну подршку осигурао је супростављањем богатима. Пошто о томе догађају нема више детаља претпоставља се да је аристокрација у Мегари свој главни профит заснивала на производњи и извозу вуне и вунене одеће. Међутим морали су да увозе жито из мегарских колонија на Црном мору и тај увоз се све више повећавао. Аристокрација је на тај начин стицала све више земље, коју је онда користила као пашњаке за стоку. Заузимали су све више оскудне земље, која је била погодна за земљорадњу. По свој прилици то су били догађаји, који су довели до осиромашења нижих слојева, па је њихово незадовољство могао да искористи неко попут Теагена. Убијајући стоку могао је поново да добије земљу, коју би сиромашни користили за земљорадњу.

## Помаже Килону
Олимпијски победник Килон оженио се Теагановом ћерком. Килон је 632. п. н. е. покушао да у Атини изведе државни удар и домогне се власти попут свога таста Теагена. Теаген му је упутио и војну помоћ, али Килонова завера окончала се неуспехом. Теаган је као један од првих тирана морао да буде узор за остале тиране.

## Снабдевање водом
Изградио је фонтану, која се и данас може видети у Мегари. Поред фонтане била су два огромна резервара воде 14 са 21 метар, па је то било веома значајно за снабдевање Мегаре водом. Теаген је дао да се изгради и неколико километара дугачак водовод. Тим мерама унапредио је животне услове у Мегари и стекао поштовање својих грађана.

## Понова успостава олигархије
Ипак Теагенова тиранида је кратко трајала. Аристократија је узвратила ударац, па је услед тога Теаген био збачен са власти. Уследио је период немира, током којега је аристократија настојала да изврши ревизију Теагенових друштвених реформи. Након њега у Мегари је била успостављена умерена олигархија.